# Frank Pettersson
Frank Thomas Pettersson, född 13 februari 1984 i Götlunda, är en svensk före detta fotbollsmålvakt. 

## Karriär
Pettersson började spela fotboll som 11-åring i IFK Arboga. Han spelade därefter för Arboga Södra IF, där det blev positionsbyte från anfallare till målvakt. Som 16-åring värvades Pettersson av AIK. Han flyttades snabbt upp i A-truppen och var andremålvakt under säsongen 2001. Säsongen 2004 lånades han ut till Degerfors IF, där det dock inte blev någon speltid.
Till säsongen 2005 valde Pettersson att "börja om" med i spel nyuppflyttade division 3-klubben Köping FF. Till säsongen 2009 blev klubben uppflyttade i division 2. Totalt spelade Pettersson 174 matcher och gjorde tre mål för Köping.
Säsongen 2010 gick han över till Dalkurd FF. Det blev två säsonger för Pettersson i klubben innan han i december 2011 skrev på ett tvåårskontrakt med Jönköping Södra IF. Under säsongen 2012 fick han chansen från start i sex Superettan-matcher. I januari 2013 lånades Pettersson tillbaka till Dalkurd FF.
Efter ett år på lån i Dalkurd valde Pettersson i december 2013 skriva på ett ettårskontrakt med klubben. I december 2014 förlängde han kontraktet med två år. Klubben vann division 1 Norra 2015 och efter säsongen förlängde Pettersson sitt kontrakt med två år.
I december 2017 värvades Pettersson av Jönköpings Södra IF, där han skrev på ett treårskontrakt. Pettersson spelade totalt 122 tävlingsmatcher för Jönköpings Södra. Han avslutade sin fotbollskarriär efter säsongen 2021.